# Nyange (Musanze)
Nyange ist einer von 15 Sektoren im Distrikt Musanze in der Nordprovinz von Ruanda.

## Geographie
Nyange hat eine Fläche von 55,0 km² und liegt auf einer Höhe von etwa 2310 m. Der Sektor unterteilt sich in die fünf Zellen Cyivugiza, Kabeza, Kamwumba, Muhabura und Ninda. Nachbarsektoren sind im Osten Gahunga, im Südosten Cyuve, im Südwesten Musanze und im Westen Kinigi. Im Norden liegt Nyange im Volcanoes National Park und an der Grenze zu Uganda. Im Nordwesten bildet der Virunga-Vulkan Sabyinyo (3645 m) das Dreiländereck mit der Demokratischen Republik Kongo. Von dort fließt der Rwebeya nach Süden durch den Sektor. Am Nordostende von Nyange liegt mit dem Gahinga (3474 m) ein weiterer Vulkan. Im Südwesten liegt der Sektor an der Stadt Kinigi.

## Bevölkerung
Nach der Volkszählung von 2022 betrug die Einwohnerzahl 31.274 Einwohner. Zehn Jahre zuvor waren es 27.466, was einem jährlichen Bevölkerungszuwachs von 1,3 Prozent zwischen 2012 und 2022 entspricht.

## Verkehr
Durch den Sektor verläuft eine District Road in Ost-West-Richtung. Im Westen trifft diese in Kinigi auf die Nationalstraße 18, die Richtung Südosten parallel zum Fluss Rwebeya nach Ruhengeri führt.